# دانشگاه ریکیاویک
دانشگاه ریکیاویک (Reykjavík University)، بزرگترین دانشگاه خصوصی ایسلند با بیش از ۳۵۰۰ دانشجو است. ریکیاویک پایتخت ایسلند است و حدود ۱۲۰۰۰۰ نفر جمعیت دارد. این دانشگاه بر پژوهش، تعالی در تدریس، کارآفرینی، توسعه فناوری و همکاری با جامعه تجاری متمرکز است. RU یک دانشگاه بین‌المللی پر جنب و جوش، دانشجو محور است که تقریباً با ۲۰۰ مدرسه همکاری دارد. دانشگاه ریکیاویک عضو شبکه بین‌المللی دانشگاه CDIO است. دانشجویان بین‌المللی در RU از فضای دوستانه به عنوان یکی از مزایای بزرگ دانشگاه یاد کرده‌اند. پردیس دانشگاه ریکیاویک از مرکز شهر به راحتی قابل دسترسی است. محققان دانشگاه ریکیاویک از شورای تحقیقات اروپا، سایر کمکهای مالی تحقیقاتی اروپا و جوایزی همچون جایزه Kurzweil برای برتری تحقیق در زمینه هوش مصنوعی دریافت کرده‌اند. پردیس تازه ساخت این دانشگاه در یکی از زیباترین مناطق ریکیاویک درست در کنار تنها ساحل زمین گرمایی ایسلند واقع شده‌است، این دانشگاه امکانات مدرن درجه یک را به دانشجویان ارائه می‌دهد. این ساختمان از کلاس‌های مجهز برخوردار است و دانش آموزان به صورت ۲۴ ساعته به امکانات مطالعه دسترسی دارند.

## رتبه‌بندی
در رتبه‌بندی مؤسسه تایمز در سال ۲۰۲۰ دانشگاه ریکیاویک رتبه ۳۵۰–۳۰۱ در بین دانشگاه‌های جهان و اول ایسلند را از آن خود کرده‌است.

## دانشکده‌ها
دانشکده‌های دانشگاه ریکیاویک شامل:
- دانشکده تجارت
- دانشکده حقوق
- دانشکده کسب و کار
- دانشکده علوم مهندسی
- دانشکده علوم اجتماعی
- دانشکده فناوری